# RIE
RIE (Resources for Infant Educarers) – nazwa podejścia do opieki nad dziećmi, opartego na głębokim szacunku i zaufaniu w ich możliwości. Również nazwa międzynarodowej organizacji non-profit promującej to podejście w celu rozwoju opieki nad najmniejszymi dziećmi, założonej w Los Angeles w 1978 roku przez pedagożkę Magdę Gerber i neurologa dziecięcego Thomasa Foresta.

## Historia
RIE ma swoje korzenie w spotkaniu swojej założycielki, pedagożki Magdy Gerber, z pediatrą Emmi Pikler w Budapeszcie w latach 30. XX w. Pikler była osobistym pediatrą dzieci Magdy Gerber, a jej pełne szacunku podejście do dzieci wywarło na Magdę olbrzymi wpływ. Po II wojnie światowej obydwie panie rozpoczęły współpracę w sierocińcu Lóczy w Budapeszcie, który jednocześnie od początku swojego istnienia stał się miejscem obserwacji i badań nad rozwojem najmniejszych dzieci i jako Instytut Pikler funkcjonuje i rozwija się do dziś.
W ciągu dziesięciu lat współpracy Gerber i Pikler w instytucie udokumentowano setki naturalistycznych obserwacji dzieci, a Magda Gerber ukształtowała swoje podejście, czerpiąc z wiedzy i doświadczeń Emmi Pikler. Ich drogi rozeszły się w końcówce lat pięćdziesiątych. Ze względów politycznych po rewolucji węgierskiej 1956 roku, Magda Gerber wraz z rodziną wyemigrowała do Austrii, a stamtąd do Stanów Zjednoczonych. Osiadła w Los Angeles. W Kalifornii kontynuowała swoją pracę pedagogiczną i opiekuńczą. W roku 1973 zaczęła prowadzić pierwsze zajęcia grupowe z rodzicami i małymi dziećmi. A w roku 1978 wraz z neurologiem dziecięcym Tomem Forrestem założyła organizację RIE, której misją po dziś dzień jest poprawa życia małych dzieci dzięki pełnej szacunku, kompetentnej opiece dorosłych.

## Nazwa
RIE jest skrótowcem od Resources for Infant Educarers. W Polsce słowa „resources” i „infant” mają swoje odpowiedniki w języku polskim (odpowiednio „zasoby” i „noworodek, niemowlę”). Natomiast pojęcie „educarer” jest wymyślonym przez założycielkę RIE, pedagożkę wczesnodziecięcą Magdę Gerber, neologizmem. W drodze swoich obserwacji uznała ona, że dzieci potrzebują we wczesnych latach kogoś, kto z jednej strony będzie się nimi opiekował i zaspokajał podstawowe potrzeby, a z drugiej świadomie umożliwiał naturalny rozwój. W języku polskim używa się zwykle angielskiego skrótowca. Jednocześnie na jedynym polskim blogu o metodzie RIE, Tomasz Smaczny zaproponował nazwę „Opieka Edukacyjna”.

## Metoda
Jak pisała Magda Gerber: „filozofia RIE nie jest zestawem niepodważalnych, twardych zasad. Jest to źródło, z którego każdy rodzic może skorzystać. Nie musisz zgadzać się ze wszystkim. W swoim życiu wykorzystaj tylko to, co uważasz za użyteczne”.
Podstawą tego podejścia jest szacunek, który okazuje się dzieciom w każdej interakcji z nimi, jako pełnym istotom ludzkim od chwili narodzin. Celem jest dążenie do rozwoju dziecka autentycznego, czyli takiego, które z jednej strony czuje więź i bezpieczeństwo ze strony opiekunów, z drugiej zaś ma poczucie niezależności i świadomość własnych kompetencji. Choć RIE koncentruje się na rozwoju dziecka do około trzech lat po narodzinach, podstawy tej filozofii można odnieść i do starszych dzieci.
Podejście RIE opiera się o 7 filarów.
1. Podstawowa ufność w stosunku do dziecka, że potrafi być inicjatorem, odkrywcą i samodzielnie się uczyć.
2. Czas na samodzielną zabawę.
3. Wolność w poznawaniu i komunikowaniu się z innymi dziećmi.
4. Zaangażowanie dziecka we wszystkie czynności pielęgnacyjne, pozwalające mu na bycie ich aktywnym uczestnikiem, a nie tylko biernym odbiorcą.
5. Uważna obserwacja dziecka, pozwalająca na zrozumienie jego potrzeb.
6. Jasno określone i konsekwentnie przestrzegane granice i oczekiwania.
7. Otoczenie dziecka, które zapewnia mu fizyczne bezpieczeństwo, wyzwania poznawcze i wzbogaca je emocjonalnie.

## RIE w Polsce
Organizacja RIE nie ma w Polsce swojego oddziału.
Prawdopodobnie jedyną publikacją drukowaną w języku polskim w duchu RIE (stan na styczeń 2022 roku) jest poradnik "Pozwól dziecku być" Tomasza Smacznego. Inne publikacje w języku polskim dotyczące RIE dostępne są przede wszystkim w Internecie. Kilkadziesiąt artykułów wyjaśniających różne aspekty RIE można znaleźć na blogu Tomasza Smacznego „Tasty Way of Life – Rodzicielstwo RIE oczami Taty”. Wiele informacji na temat podejścia RIE znajduje się także na blogu Justyny Borzuckiej "Co robić, kiedy dziecko". Na Facebooku istnieje grupa wspierających się rodziców w duchu RIE o nazwie „Rodzice RIE”. Wyjaśnienia podstawowych założeń tego nurtu znajdują się również w pojedynczych artykułach na portalach dziecisawazne.pl, wspolczesnarodzina.pl, mamadu.pl oraz w programie „Mamma Mia” telewizji Polsat Rodzina i „Projekt Tata 3" Programu 3 Polskiego Radia.